# Michèle Bokanowski
Pour les articles homonymes, voir Bokanowski.
Michèle Bokanowski, née le 9 août 1943 à Cannes, est une compositrice de musique électroacoustique résidant à Paris.

## Biographie
Michèle Bokanowski, fille de Pierre Daninos et Jeanne Marrain, grandit dans une famille d’artistes. Son grand-père maternel est contrebassiste professionnel, sa mère est pianiste, élève d’Alfred Cortot et a été accompagnatrice pour le cinéma muet. Son père, Pierre Daninos, est écrivain.
Elle étudie le piano à partir de douze ans, mais c'est à vingt-deux ans, après avoir lu À la recherche d'une musique concrète de Pierre Schaeffer, qu'elle décide d'étudier la composition. Après avoir étudié l'harmonie classique, elle suit des études auprès de Michel Puig qui lui enseigne l'écriture et l'analyse d'après le Traité d'Arnold Schönberg. En septembre 1970 elle entame un stage de deux ans au Service de la Recherche de l'ORTF sous la direction de Pierre Schaeffer. Parallèlement elle participe à un groupe de recherche sur la synthèse du son, étudie l'informatique musicale à la Faculté de Vincennes et la musique électronique avec Éliane Radigue. Elle compose essentiellement pour le concert - Korè, Pour un pianiste, Trois chambres d'inquiétude, Tabou, Cirque, l'Étoile Absinthe, Chant d'ombre, Enfance - et le cinéma - musique des courts métrages de Patrick Bokanowski et de ses longs-métrages  L'Ange et Un Rêve solaire. Elle a composé également pour la télévision, le théâtre - avec Catherine Dasté - et la danse - avec les chorégraphes Hideyuki Yano, Marceline Lartigue et Bernardo Montet.
Elle a réalisé un court métrage, Fenêtres 
.

## Discographie
- Raphsodia / Battements solaires (Recollection GRM, REGRM025, 2021)
- Cirque - Enfance (Motus Acousma, M314017, 2014)
- Trois chambres d'inquiétude - Tabou - Phone variations (Trace, TRACE 028, 2008)
- Pour un pianiste (Trace, TRACE 021, 2005)
- L'Ange (Trace, TRACE 017, 2003)
- L'étoile absinthe (Cinéma pour l'oreille, MKCD 031, 2002)
- Trois chambres d'inquiétude (Elevator Bath, EEAOA 07, 2001)
- Cirque (empreintes DIGITALes, IMED 9525, 1995)
- Tabou (Cinéma pour l'oreille, MKCD 003, 1992)

## Liste d'œuvres
- "L'Ange"(1976-79), divisé en :
  - "L'Homme au sabre" "La Femme à la cruche" "Personnages dans les escaliers"
  - "Le Réveil du Bibliothécaire" "La bibliothèque" "L'Atelier de Léonard"
  - "L'attaque du Château de l'œuf" "La Ruche" "Homme au bain" "Ascension"
- Chant d'ombre (2004)
- Cirque (1994)
- Enfance (2011)
- L'étoile absinthe (1999-2000)
- Phone variations (1988)
- Pour un pianiste (1973-74), piano, piano préparé et bande
- Tabou (1984)
- Trois chambres d'inquiétude (1976)